# Оптрон

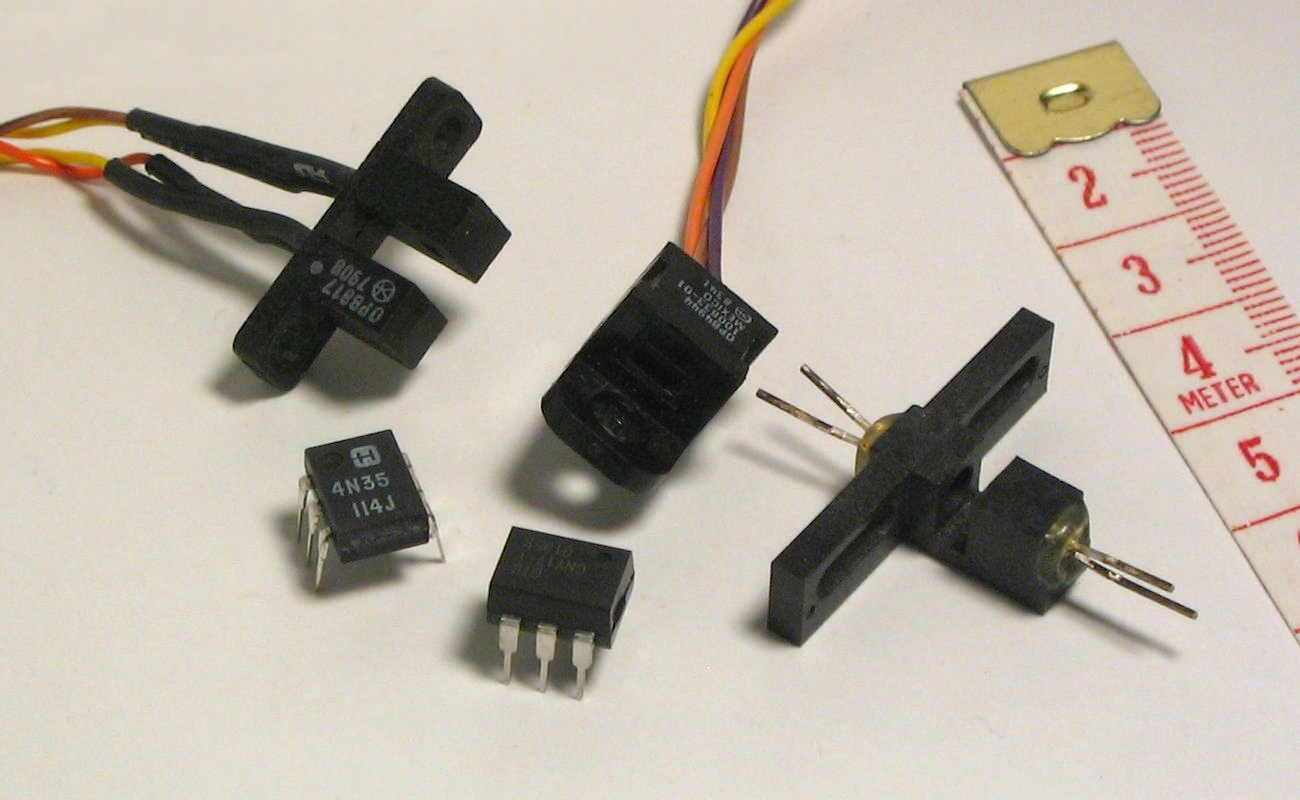
Различные виды оптронов

Электрическая схема транзисторной оптопары

Электрическая схема оптрона с открытым оптическим каналом

Оптро́н — оптоэлектронный прибор, состоящий из излучателя света (обычно — светодиод, в ранних изделиях — миниатюрная лампа накаливания) и фотоприёмника (биполярных и полевых фототранзисторов, фотодиодов, фототиристоров, фоторезисторов), связанных, как правило, оптическим каналом и помещенных в общем корпусе. Иногда оптопара отождествляется с оптроном, однако термин оптрон является более широким. В стандартах России и СНГ даны определения только отдельным видам оптронов: оптопарам, октронам и т. д. При этом общего определения термина оптрон нет. Международные организации не рекомендуют использовать термин оптрон из-за его коммерческого использования.
В излучателе оптрона происходит преобразование электрического сигнала в оптический, оптического в электрический — в фотоприемнике оптрона, а также происходит передача этих сигналов по оптическим и/или электрическим цепям. Между излучателем и фотоприемником возможна только оптическая связь, либо оптическая и электрическая. Устройство из фотоприемника и излучателя в одном корпусе с наличием только электрической связи между ними также является оптроном. Оптрон только с электрической связью между элементами может, например, преобразовывать инфракрасное излучение в видимый свет.

## История
Воспроизведение звука в кино с помощью преобразования оптического сигнала в электрический с звуковой дорожки кинопленки получило распространение в 1920-х годах. Звуковая дорожка кинопленки находилась между источником света и фотоэлементом. Изменение оптической плотности при движении звуковой дорожки вызывало изменение освещенности фотоэлемента и на его выходе возникали электрические колебания звуковой частоты.
Современные области применения оптронов с открытым каналом в 1960-е годы относили к фотоэлектронной автоматике. Как и уже существовавшие конструкции элементарных оптронов — оптопар. В 1960-е годы для оптронов с открытым оптическим каналом использовались термины фотореле, оптическое реле. Начало использования терминов оптоэлектроника и оптрон в 1960-е годы связано с использованием взаимного преобразования электрических и оптических сигналов в вычислительной технике и информационных системах. В настоящее время термин фотоэлектронный используется для приборов, в которых присутствуют только приемники излучения или происходит преобразование изображений.

## Устройство

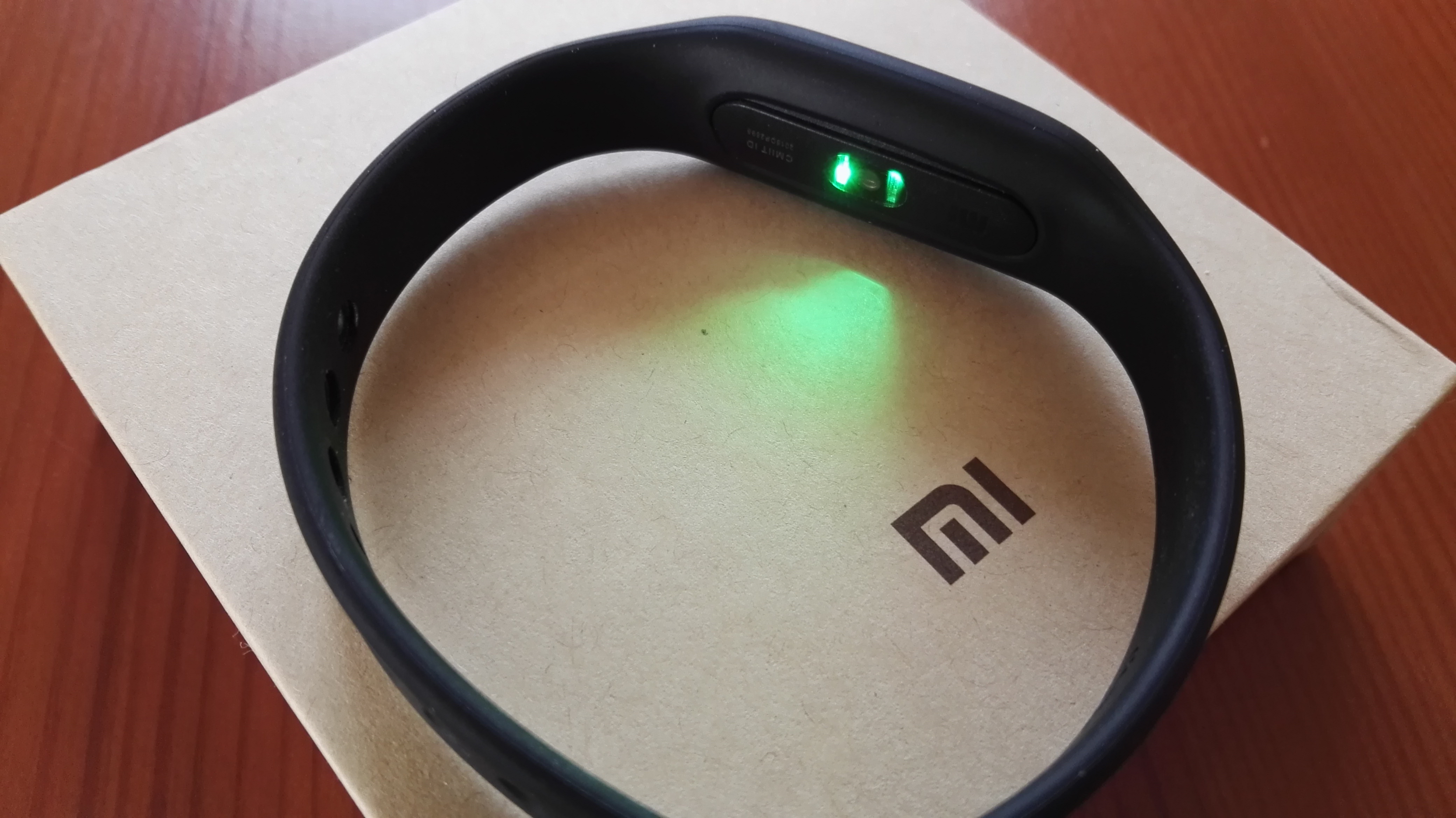
Оптрон c открытым оптическим каналом в фитнес-браслете

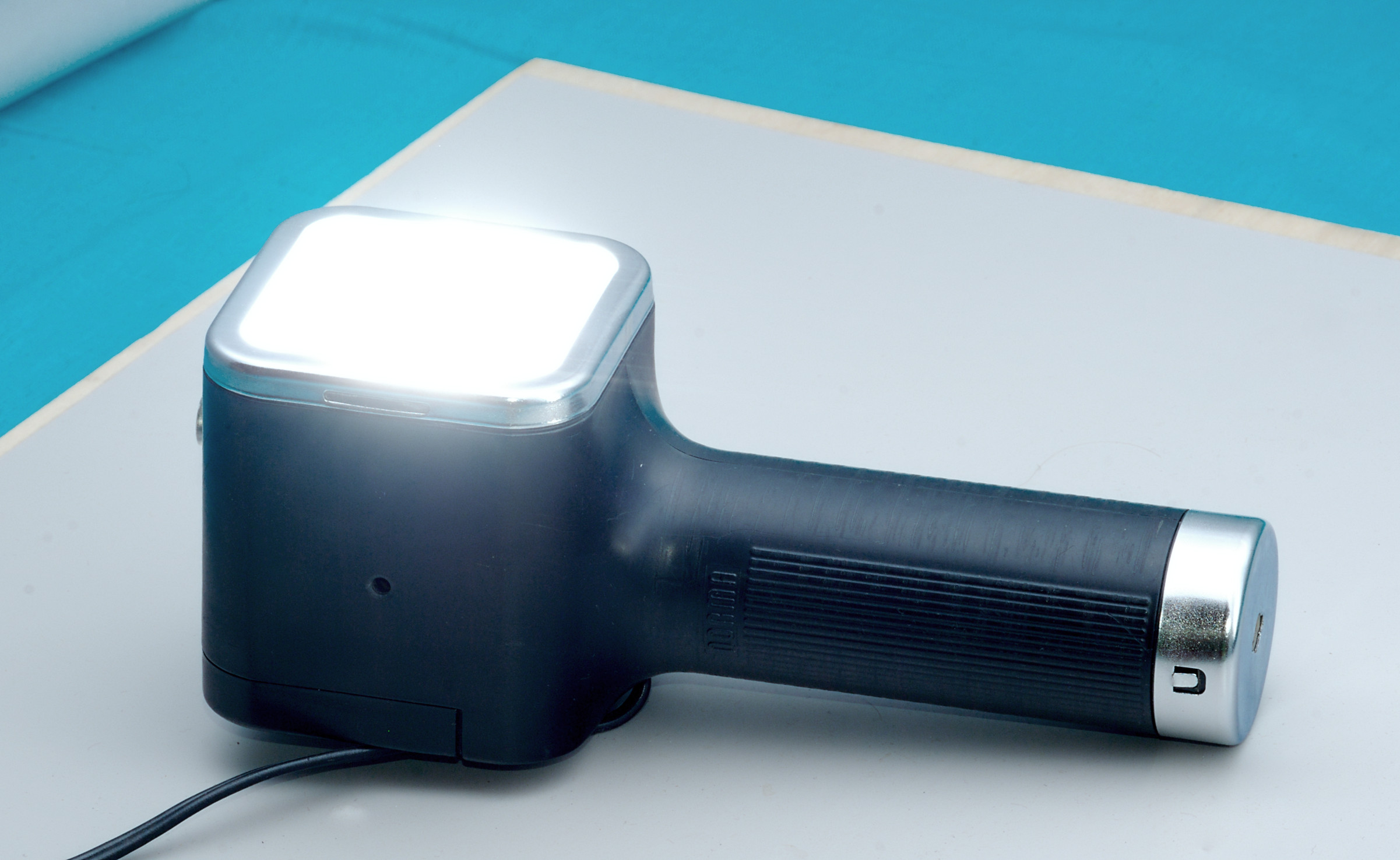
Фотовспышка со световой ловушкой — оптрон c оптическим входом и выходом и внутренней электрической связью

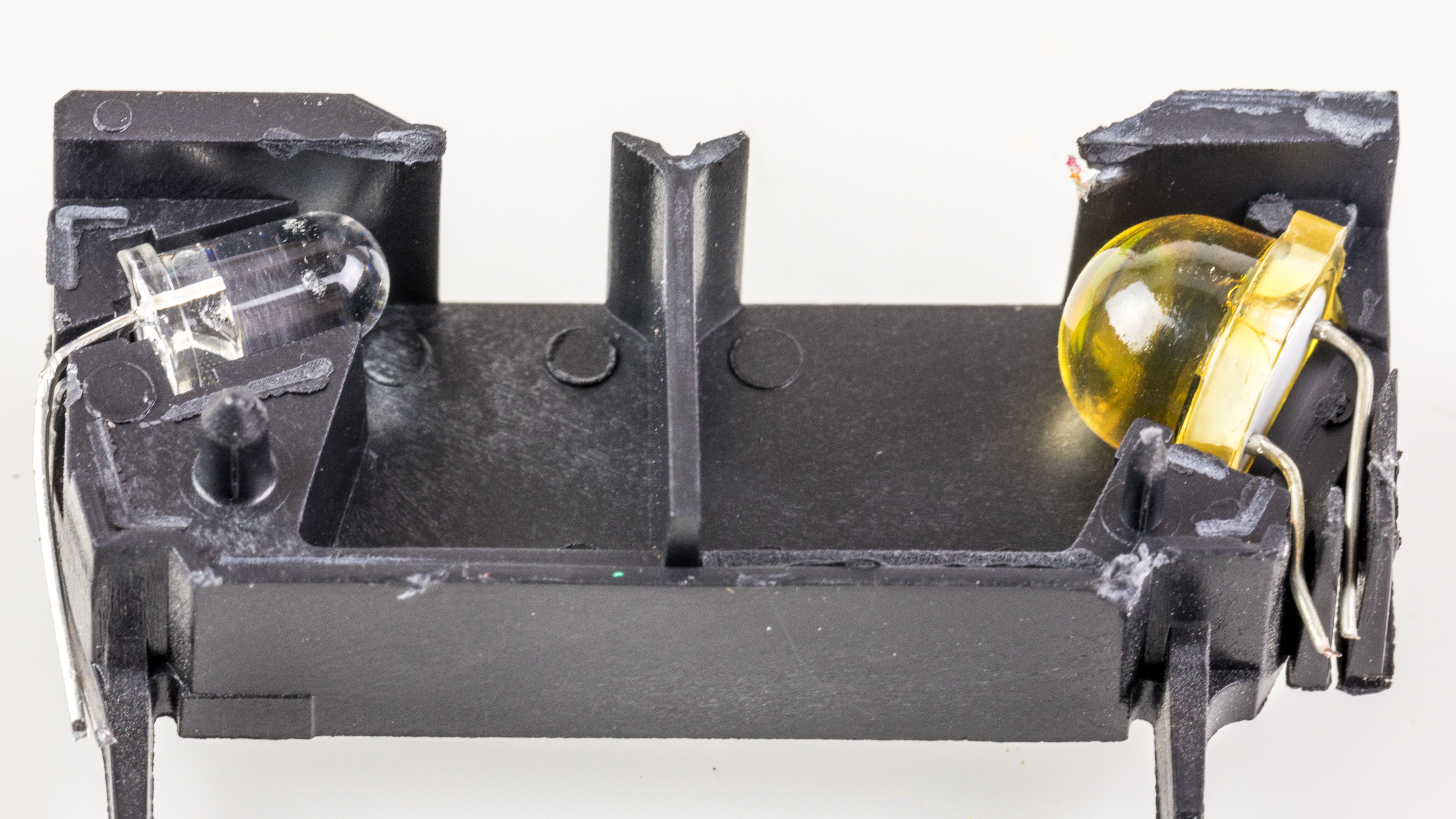
Оптрон c открытым оптическим каналом в дымовом пожарном извещателе

Оптроны можно разделить на три основные группы:
- оптопары (или элементарные оптроны), состоящие из двух и более элементов (в том числе выполненные в одном корпусе);
- оптоэлектронные интегральные схемы, содержащие одну или несколько оптопар (с дополнительными компонентами, например, усилителями или без них);
- специальные виды оптронов — оптроны с гибким световодом, открытым оптическим каналом, управляемым оптическим каналом и другие[14]:69.

По типу оптического канала
- с открытым оптическим каналом (октроны[4]:127л);
- с закрытым оптическим каналом.

По типу фотоприёмника
- с фоторезистором (резисторные оптопары);
- с фотодиодом;
- с биполярным (обычным или составным) фототранзистором;
- с фотогальваническим генератором (солнечной батарейкой); такие оптроны обычно снабжаются обычным полевым транзистором, затвором которого управляет фотогальванический генератор;
- с фототиристором или фотосимистором.

По типу источников света
- с миниатюрной лампой накаливания;
- с неоновой лампой;
- со светодиодом.

Оптроны с полевым транзистором или фотосимистором иногда называют оптореле или твердотельным реле.
В настоящее[когда?] время в оптоэлектронике можно выделить два направления.
1. Электронно-оптическое, основанное на принципе фотоэлектрического преобразования, реализуемого в твердом теле внутренним фотоэффектом и электролюминесценцией.
2. Оптическое, основанное на тонких эффектах взаимодействия твердого тела с электромагнитным излучением и использующее лазерную технику, голографию, фотохимические процессы и т. д.

Существуют два класса оптических элементов, которые можно использовать при создании оптических ЭВМ:
- Оптроны.
- Квантооптические элементы.

Они являются представителями соответственно электронно-оптического и оптического направлений.
Тип фотоприёмника определяет линейность передаточной функции оптрона. Наиболее линейны и тем самым пригодны для работы в аналоговых устройствах резисторные оптроны, затем — оптроны с приёмным фотодиодом или одиночным биполярным транзистором. Оптроны с составными биполярными транзисторами или полевыми транзисторами используются в импульсных (ключевых, цифровых) устройствах, в которых линейность передачи не требуется. Оптроны с фототиристорами применяются для гальванической развязки схем управления от цепей управления.

## Использование
Оптроны имеют несколько областей применения, использующих их различные свойства:

### Бесконтактные датчики

Оптронный координатный счётчик в механической мыши

Оптроны с управляемым оптическим каналом могут управляться введением и выведением из канала непрозрачного экрана. Также могут применяться помещенные в оптический канал элементы, которые меняют свои характеристики под воздействием полей.
Оптроны с открытым оптическим каналом, доступным для механического воздействия (перекрытия), используются в детекторах наличия объектов (например, детектор бумаги в принтере), датчиках конца или начала (аналогично механическому концевому выключателю), счётчиках и дискретных спидометрах на их базе (например, координатные счётчики в механической мыши, анемометры). Нередко такие оптроны с открытым каналом имеют достаточно большие размеры (так как предназначены для обнаружения прохождения относительно крупного предмета через канал, например, грузика машины Атвуда), и используются в учебных целях для проведения лабораторных работ в различных учебных заведениях. Среди преподавателей и студентов такие устройства на сленге называют «фотоворота».

### Гальваническая развязка
Оптроны используются для гальванической развязки цепей — передачи сигнала без электрической связи для бесконтактного управления и защиты. Некоторые стандартные электрические интерфейсы, например MIDI, предписывают обязательное применение оптронной развязки. Различают два основных типа оптронов, предназначенных для использования в цепях гальванической развязки: оптопары и оптореле. Основное различие между ними в том, что оптопары, как правило, используются для передачи информации, а оптореле используется для коммутации сигнальных или силовых цепей.

#### Оптопары
Транзисторные или интегральные оптопары, как правило, применяются для гальванической развязки сигнальных цепей или цепей с малым током коммутации. В качестве коммутирующего элемента используются биполярные транзисторы, цепи управления цифровыми входами, специализированные цепи (например, для управления силовым MOSFET или IGBT — оптодрайверы).

##### Свойства и характеристики оптопар
Электрическая прочность (допустимое напряжение между входной и выходной цепями) зависит от конструктивного оформления прибора. Оптопары гальванической развязки выпускаются в корпусах DIP, SOP, SSOP, Mini flat-lead. Для каждого типа корпусов нормируется допустимое напряжения изоляции. Для обеспечения высокой электрической прочности изоляции необходимо не только чтобы в оптопаре светоизлучатель и фотоприемник были достаточно разнесены, но также были большие расстояния между гальванически разделяемыми цепями по внутренней и по внешней стороне корпуса. Иногда производители выпускают специализированные семейства оптопар, соответствующие международным стандартам безопасности. Эти оптопары характеризуются повышенной электрической прочностью.
Одним из основных параметров, характеризующих транзисторную оптопару, является коэффициент передачи тока. Производители оптопар выполняют сортировку, присваивая в зависимости от коэффициента передачи ту или иную группу указываемую в наименовании прибора.
Нижняя рабочая частота оптрона не ограничена: оптроны могут работать в цепях постоянного тока. Верхняя рабочая частота оптронов, оптимизированных под высокочастотную передачу цифровых сигналов, достигает сотен МГц. Верхние рабочие частоты оптронов с линейной передаточной характеристикой существенно ниже (единицы—сотни кГц). Наиболее медленные оптроны, использующие лампы накаливания, фактически являются эффективными фильтрами нижних частот с частотой среза в единицы герц.

##### Шумы транзисторной оптопары
Для транзисторных оптопар характерны шумы, связанные, с одной стороны, с проходной ёмкостью между светодиодом и транзистором, с другой стороны, — с паразитной ёмкостью между коллектором и базой фототранзистора. Для борьбы с первым типом шумов в конструкцию оптопары вносят специальный электростатический экран. Второго типа шумов удаётся подавить правильным выбором режимы работы оптопары.

##### Типы оптопар для гальванической развязки
- Стандартные со входом по постоянному току.
- Стандартные со входом по переменному току.
- С малыми входными токами.
- С высоким напряжением коллектор-эмиттер.
- Высокоскоростные оптопары.
- Оптопары с изолирующим усилителем.
- Драйверы двигателей и IGBT

##### Примеры применения оптопар
- В телекоммуникационном оборудовании.
- В цепях сопряжения с исполнительными устройствами.
- В импульсных источниках питания.
- В высоковольтных цепях.
- В системах управления двигателями.
- В системах вентиляции и кондиционирования.
- В системах освещения.
- В электросчетчиках.

#### Оптореле
Оптореле (Твердотельные реле), как правило, применяются для коммутации цепей с большим током коммутации. В качестве коммутирующего элемента в некоторых оптореле используется пара параллельно-встречно включенных MOSFET транзисторов, такое оптореле может работать в цепях переменного тока.

##### Свойства и характеристики оптореле
Оптореле имеют три исполнения. Нормально разомкнутые — исполнение А, нормально замкнутые — исполнение Б и переключающая — исполнение С. Нормально разомкнутое исполнение предполагает замыкание коммутирующей цепи только при подаче управляющего напряжения на светодиод. Нормально замкнутое исполнение предполагает размыкание коммутирующей цепи при подаче управляющего напряжения на светодиод. Переключающее исполнение, как следует из названия, имеет комбинацию внутри оптореле нормально замкнутых и нормально разомкнутых каналов.
Стандартными корпусами для оптореле являются DIP8, DIP6, SOP8, SOP4, Mini flat-lead 4.
Аналогично оптопарам, для оптореле также нормируется электрическая прочность.

##### Типы оптореле
- Стандартные оптореле.
- Оптореле с малым сопротивлением.
- Оптореле с малой постоянной времени.
- Оптореле с малым напряжением смещения.
- Оптореле с высоким напряжением изоляции.

##### Примеры применения оптореле
- В модемах.
- В измерительных устройствах, в IC тестерах.
- Для сопряжения с исполнительными устройствами.
- В автоматических телефонных станциях.
- В счетчиках потребления электричества, тепла, газа.
- В коммутаторах сигналов.

### Неэлектрическая передача
На принципе оптической связи также строятся такие устройства как:
- беспроводные пульты и оптические устройства ввода;
- беспроводные (атмосферно-оптические) и волоконно-оптические устройства передачи аналоговых и цифровых сигналов.

Также оптроны используются в неразрушающем контроле и как датчики аварийных ситуаций.